# Deir Qanun
Deir Qanun cũng đánh vần Dayr Qanun (tiếng Ả Rập: دير قانون) là một ngôi làng ở miền nam Syria, một phần hành chính của Tỉnh bang Dimashq, nằm về phía tây bắc của Damascus ở Wadi Barada. Các địa phương lân cận bao gồm Ain al-Fijah, Deir Muqaran, al-Dimas, Jdeidat al-Wadi, Kfeir al-Zayt và Basimah. Theo Cục Thống kê Trung ương Syria, Deir Qanun có dân số 4.213 người trong cuộc điều tra dân số năm 2004. Cư dân của nó chủ yếu là người Hồi giáo Sunni.

## Lịch sử
Deir Qanun được nhà địa lý người Syria Yaqut al-Hamawi đến thăm vào đầu thế kỷ 13, dưới thời cai trị của Ayyubid. Ông lưu ý rằng đó là một ngôi làng "trong khu phố Damascus".